# RFC Liège
RFC Liège är en fotbollsklubb i Belgiens andraliga (division 1) som är mest känd för att den blev stämd av fotbollsspelaren Jean-Marc Bosman. Detta efter att de krävt en för hög övergångssumma för spelaren ifråga, än vad motparten ville betala, då han ville byta klubb i och med att hans kontrakt med klubben gått ut. Detta ledde till Bosmandomen som troligtvis är det mest kända rättsfallet. Bosmandomen bekräftar principen om fri rörlighet för arbetstagare i EG-fördraget också är lämplig för fotbollsproffs inom europeiska unionen.